# Інститутська вулиця (Київ)
Інститу́тська ву́лиця — вулиця у Печерському районі міста Києва, місцевість Липки. Пролягає від Ольгинської вулиці та алеї Героїв Небесної Сотні до Кловського узвозу.
Прилучаються вулиці Банкова, Садова, Шовковична, Липська і Кріпосний провулок.

## Історія
Вулиця виникла на початку XIX століття вздовж давнього, відомого від часів Київської Русі, Іванівського шляху. На початку XIX століття, у зв'язку з забудовою місцевості, вулицю назвали Іванівською.
У 1820-ті роки і до 1842 називалася Бегічевська вулиця, за прізвищем генерала Дмитра Бегічева, власника садиби в цьому районі.
З 1842 року — Інститутська вулиця, назва походить від збудованого на вулиці в 1838—1842 роках Інституту шляхетних дівчат (згодом Жовтневий палац, тепер у його приміщенні — Міжнародний центр культури і мистецтв Федерації профспілок України). Побутувала також паралельна неофіційна назва — Дівоча вулиця.
З 1919 року за більшовицької окупації мала назву вулиця 25 Жовтня, через дату Жовтневого перевороту 1917 року.
Під час німецької окупації міста в 1942–1943 роках — Берлінерштрасе (нім. Berliner Str., укр. Берлінська) та Інститутська.
З 1944 року за повторної радянської окупації — вулиця Жовтневої революції. Сучасну історичну назву вулиці було відновлено 1993 року.
Особливо відомою вулиця стала під час подій Євромайдану 18–20 лютого, коли на ній відбулися масові розстріли мирних протестувальників. З того часу вулицю інколи неофіційно називали вулицею Героїв Небесної сотні (до моменту виокремлення алеї Героїв Небесної Сотні.
23 лютого 2014 року у Верховній Раді України зареєстровано проєкт постанови щодо перейменування вулиці на вулицю Героїв Небесної сотні на честь загиблих учасників Євромайдану. Вздовж вулиці з'явилися пам'ятні знаки на честь загиблих героїв Євромайдану. У серпні 2014 року Київська міська державна адміністрація започаткувала громадське обговорення щодо перейменування Інститутської вулиці на вулицю Героїв Небесної Сотні.
20 листопада 2014 року депутати Київської міської ради ухвалили рішення щодо перейменування частини вулиці від Майдану Незалежності до Ольгинської вулиці на алею Героїв Небесної Сотні. Перейменована була саме та частина вулиці, де 20 лютого 2014 року відбулися наймасовіші вбивства мітингувальників.
Під час російсько-української війни Інститутська й сусідні вулиці потерпали від ворожих повітряних ударів. На новорічне свято, 1 січня 2025 року, росіяни атакували урядовий квартал. Від уламків дрону зазнала пошкодження пам'ятка архітектури, будівля НБУ 1840—1842 років на Інститутській, 9. Також були зруйновані вежа і верхні поверхи житлового будинку на Інститутській вулиці, 10/1. В одній із пошкоджених квартир після удару загинуло подружжя науковців.

## Забудова
Забудова вулиці почалася на початку XIX століття. Найбільшим домовласником був генерал Дмитро Бегічев, якому належала велика садиба та триповерховий будинок, в якому з 1834 року тимчасово розташовувався Київський університет. У 1838—1842 роках на території садиби з проєктом архітектора Вікентій Беретті були зведені інститут шляхетних дівчат та будинок-флігель для викладачів.
Другий етап забудови вулиці припав на другу половину XIX — початок XX століття. Зокрема, були зведені будівлі біржі, банку, будинок генерал-губернатора (не зберігся). Житловий будинок № 15/5 зведений у 1934—1937 роках архітектором Йосипом Каракісом, будинок № 16 і № 20 зведені у 1935—1937 роках за проєктом архітектора Сергія Григор'єва, будинок № 10/1 у 1937—1941 роках.

## Особистості
У будинку № 10 (не зберігся) народився російський радянський письменник Ілля Еренбург. У будинку № 20/8 проживали радянський партійний діяч Дем'ян Коротченко (1937—1941), профспілковий та державний діяч України Віталій Сологуб (1971—2003), радянський партійний діяч Дмитро Мануїльський, композитор Пилип Козицький (1943—1960), лікар-онколог Спіженко Юрій Прокопович (1950—2010).
У будинку № 16 мешкали письменник і кінодраматург Олександр Левада (1954—1995), міністр закордонних справ УРСР Дмитро Білоколос (1966—1993), співак Анатолій Солов'яненко (1973—1999), літературознавець і фольклорист Микола Сиваченко (1968—1988)

## Будівлі і заклади
Державні установи:
- Клуб Кабінету Міністрів України (збудована в 1873) — колишня Біржа, потім Земельний банк (№ 7)
- Національний банк України (№ 9)

Органи управління в освіті:
- Управління освіти Печерського району (№ 24/7)

Громадські організації:
- Міжнародна асоціація слов'янського єднання ім. П. А. Столипіна (№ 24/7)

Спортивні товариства та федерації:
- Фізкультурно-спортивне товариство «Динамо» України, апарат управління (№ 29)
- Київська міська організація фізкультурно-спортивного товариства Динамо-Україна (№ 29)

Благодійні фонди:
- Печерська районна організація товариства Червоного Хреста м. Києва (№ 24/7)

Диспансери:
- Центр психіатричної допомоги та професійного психофізіологічного відбору МВС України (№ 29)

## Пам'ятки історії та архітектури
Державний реєстр національного культурного надбання:
| Зображення | Дошка | Найменування пам'ятки           | Датування                | Місцезнаходження     | Охоронний № та № у комплексі |
|            |       | Будинок Державного банку (мур.) | 1902—1905 роки, 1934 рік | вул. Інститутська, 9 | 905 / 0                      |

Державний реєстр нерухомих пам'яток України за категорією місцевого значення:
| Зображення | Дошка | Найменування пам'ятки                                                  | Датування                                        | Місцезнаходження        | Охоронний № |
|            |       | Флігель Київської контори Державного банку (Національний банк України) | 1902—05, 1997—98 (реставрація)                   | вул. Інститутська, 9а   | 404-Кв      |
|            |       | Житловий будинок                                                       | 1937—1941, 1951 (перебудова)                     | вул. Інститутська, 10/1 | 405-Кв      |
|            |       | Житловий будинок для комскладу УВО Червоної армії                      | 1934—1937, 2004 (надбудова)                      | вул. Інститутська, 15/5 | 406-Кв      |
|            |       | Житловий будинок УВО для комскладу Червоної армії                      | 1930-ті, 2004 (надбудова)                        | вул. Інститутська, 15/5 | 410-Кв      |
|            |       | Другий житловий будинок працівників Ради народних комісарів УРСР       | 1930-ті                                          | вул. Інститутська, 20/8 | 158-Кв      |
|            |       | Житловий будинок                                                       | 1930-ті                                          | вул. Інститутська, 22/7 | 407-Кв      |
|            |       | Маєток Марії Бродської                                                 | 1900-ті                                          | вул. Інститутська, 26   | 408-Кв      |
|            |       | Будинок Лучицьких                                                      | 1912—13 (дата спорудження), 1912—24 (дата подій) | вул. Інститутська, 27/6 | 409-Кв      |

## Меморіальні та анотаційні дошки
| Зображення | Кому присвячено                                                                       | Адреса                  | Дата встановлення |
|            | Леваді Олександру Степановичу                                                         | вул. Інститутська, 16   |                   |
|            | Сиваченку Миколі Єфремовичу                                                           | вул. Інститутська, 16   |                   |
|            | Солов'яненку Анатолію Борисовичу                                                      | вул. Інститутська, 16   |                   |
|            | Коротченку Дем'яну Сергійовичу, скульптор Олександр Ковальов                          | вул. Інститутська, 20/8 | 1974              |
|            | Козицькому Пилипу Омеляновичу, скульптор Олександр Ковальов, архітектор П. Захарченко | вул. Інститутська, 20/8 | 1962              |
|            | Сегаю Михайлу Яковичу                                                                 | вул. Інститутська, 27/6 | 2018              |

## Вшанування пам'яті загиблих на вулиці Інститутській 18—20 лютого 2014
Після завершення силового протистояння 18-20 лютого в наступні дні тисячі українців вийшли на Інститутську вулицю, щоб вшанувати пам'ять загиблих героїв Небесної сотні. Вулицю було вистелено квітами, а згодом на вулиці почали з'являтися пам'ятники полеглим.

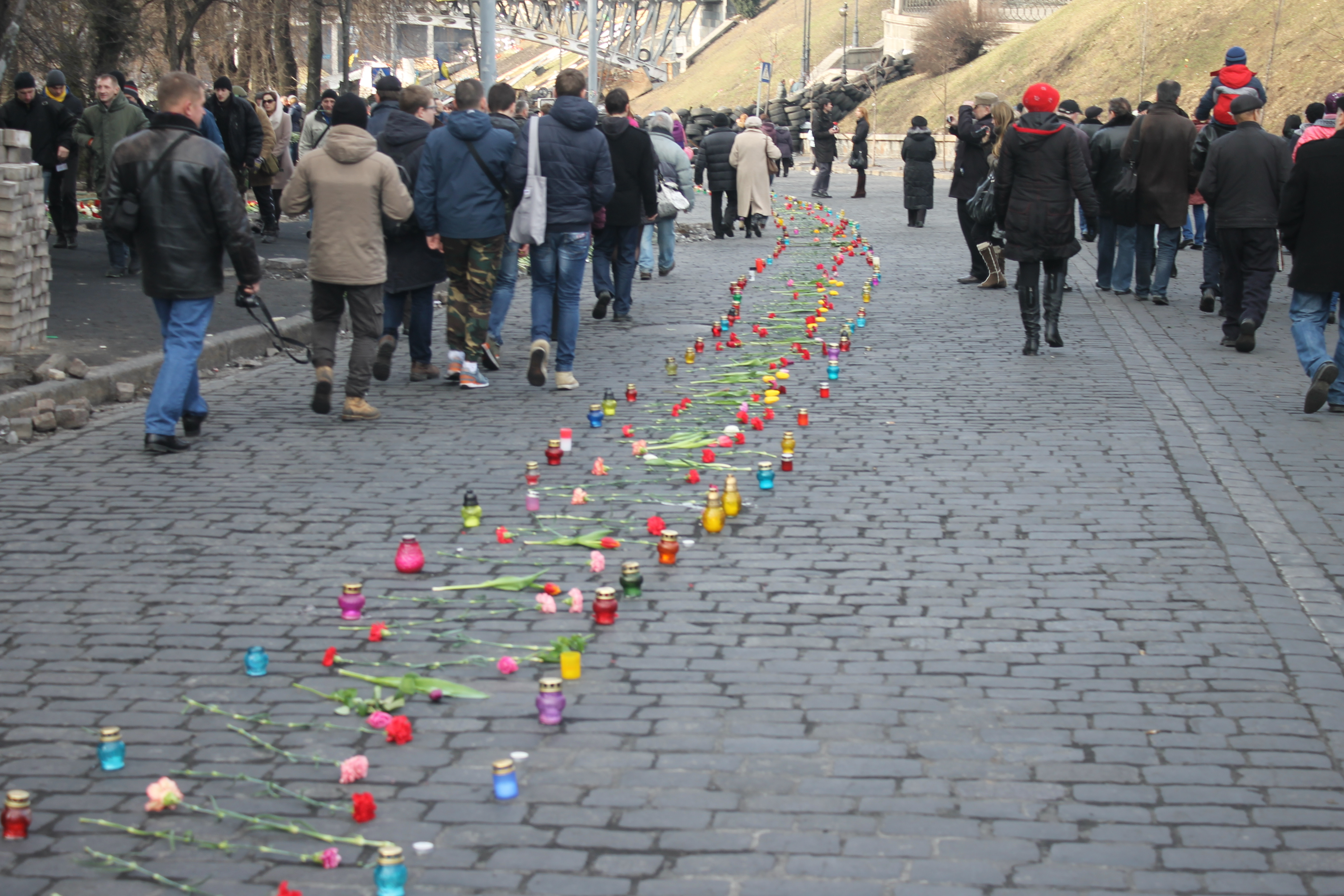
Квіти викладені 24 лютого 2014 року Інститутською вулицею на вшанування загиблих героїв Євромайдану
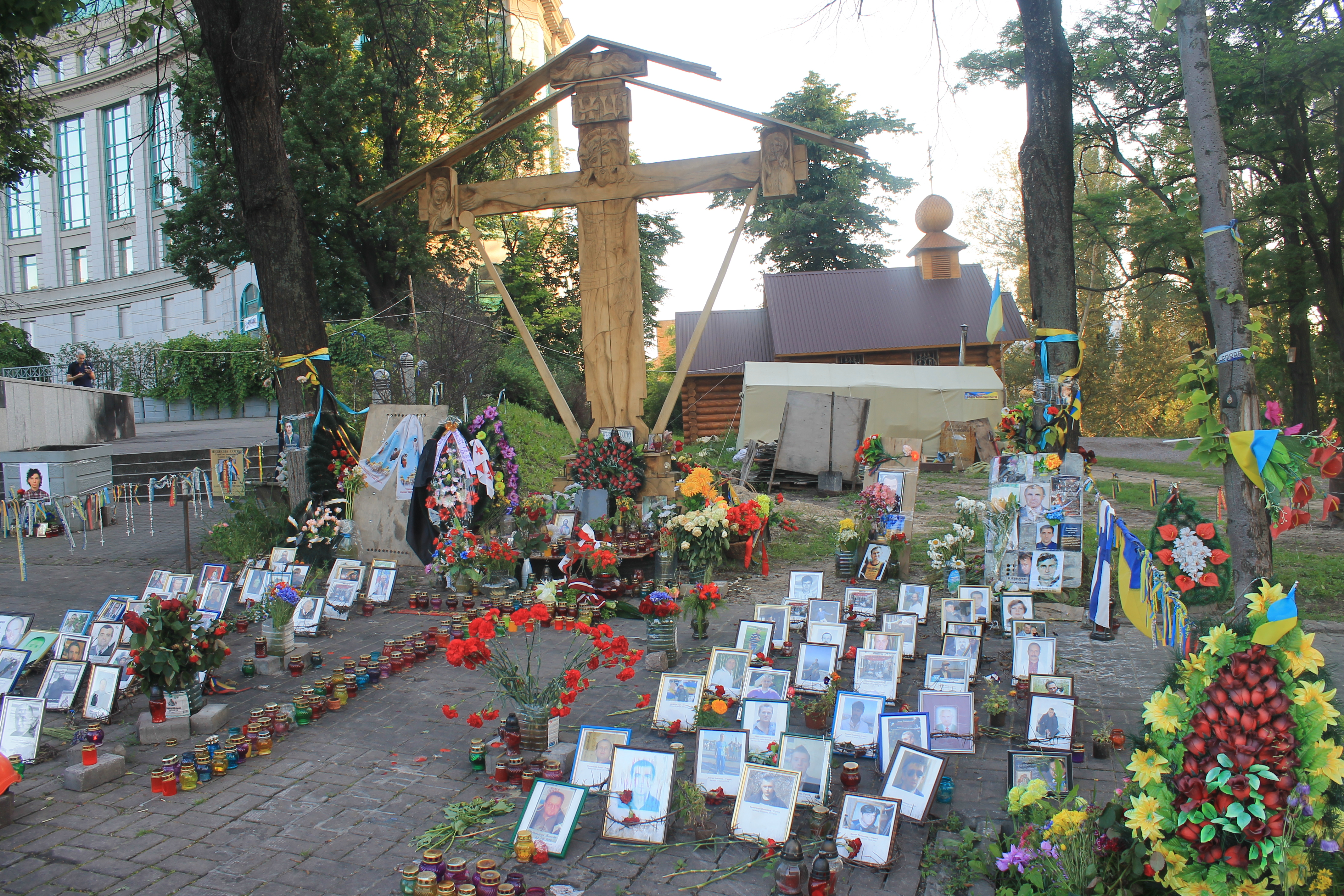
Пам'ятний хрест і лампади загиблим героям Євромайдану
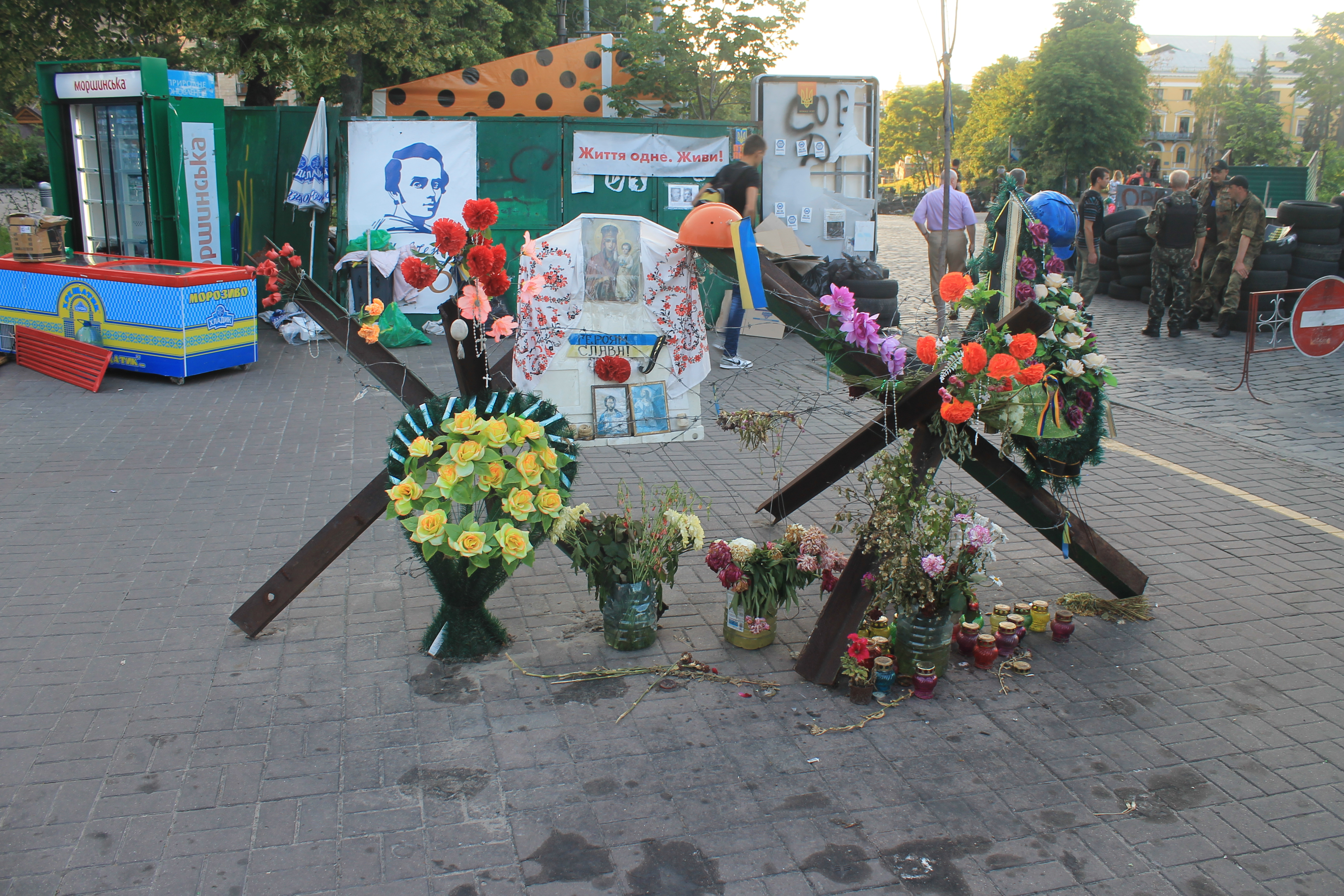
Пам'ятний знак загиблим біля верхнього виходу з метро «Хрещатик»
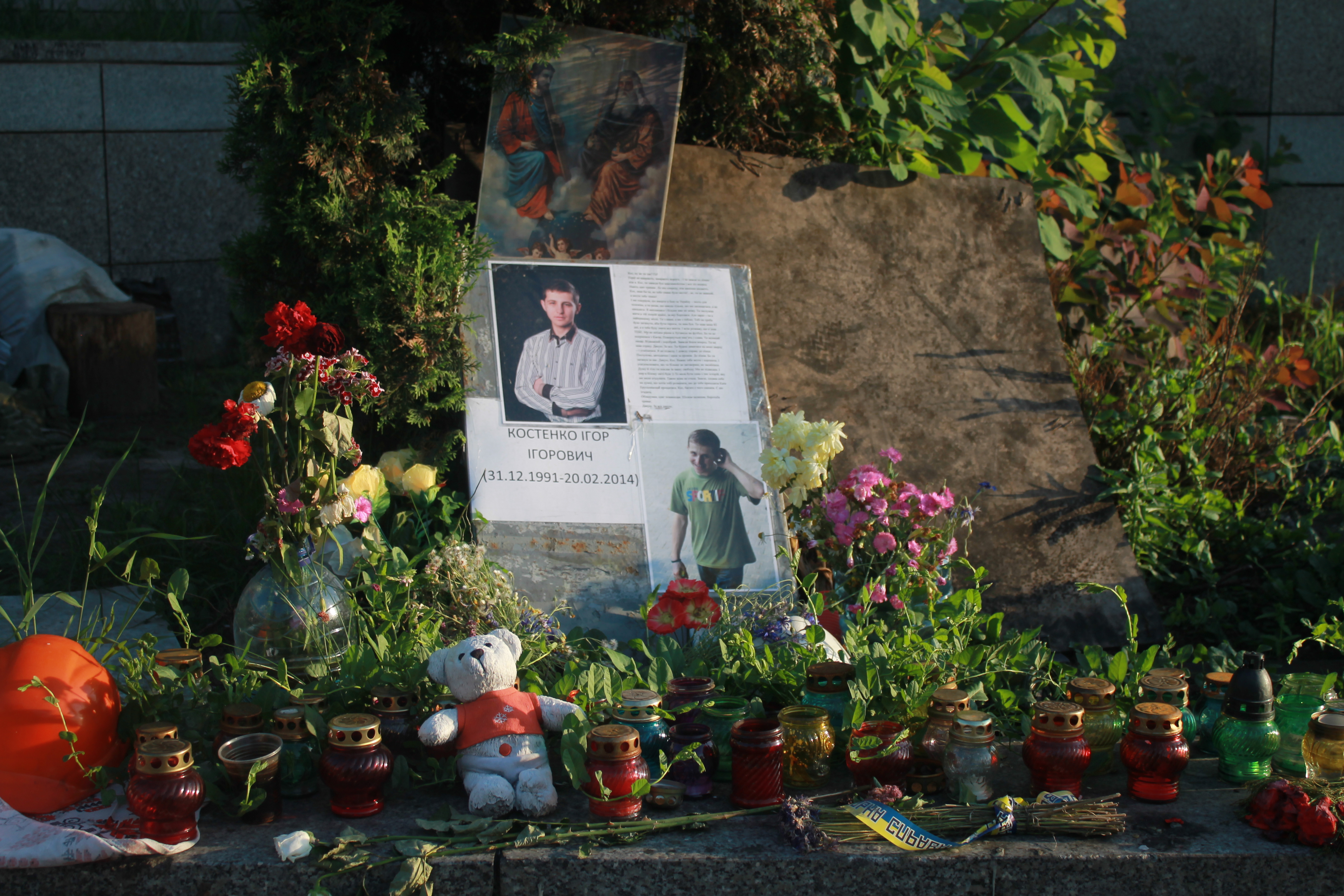
Пам'ятний знак Ігореві Костенку, загиблому герою Небесної сотні.
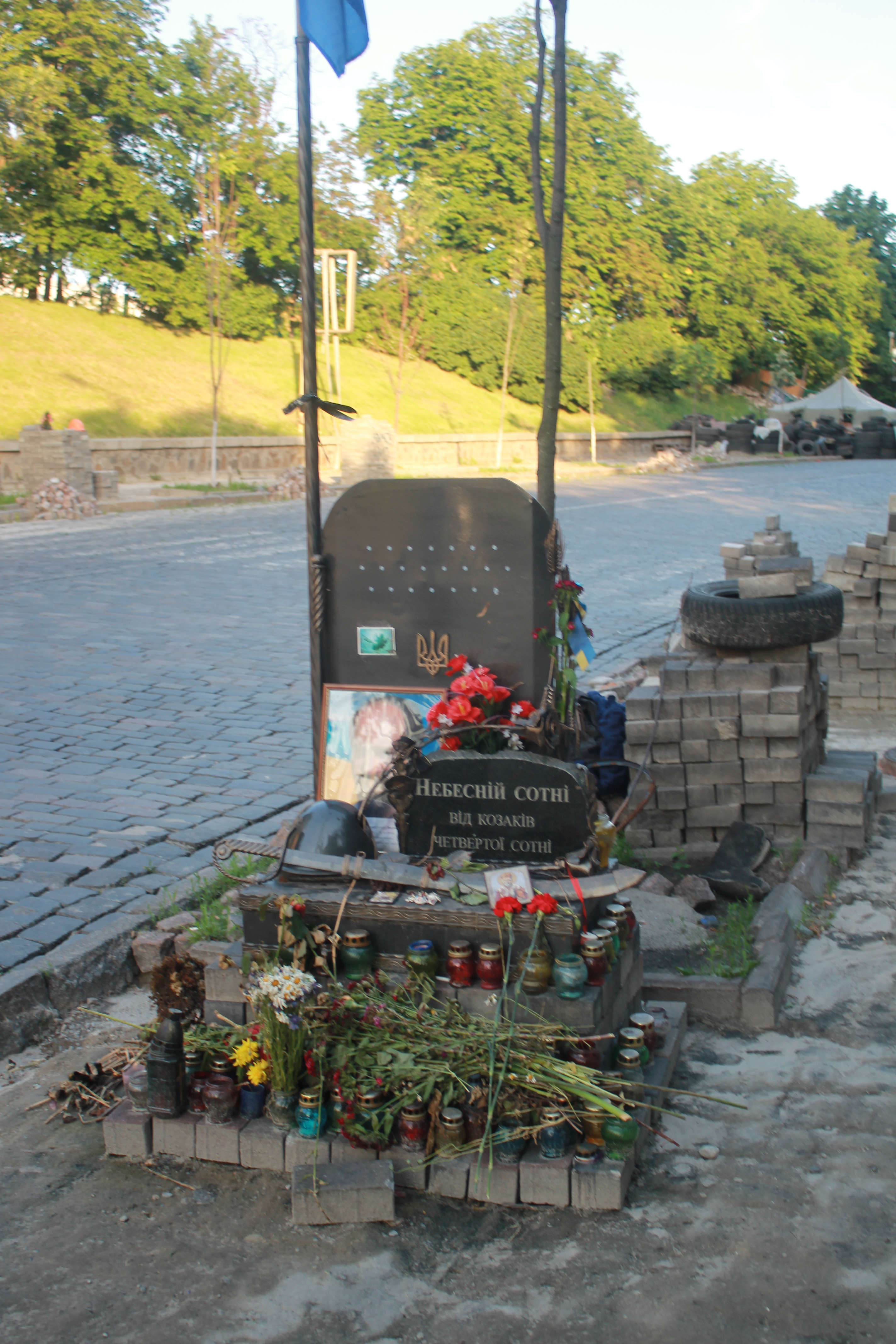
Пам'ятник загиблому козакові 4-ї сотні «Козачого редуту» Максиму Шимку.
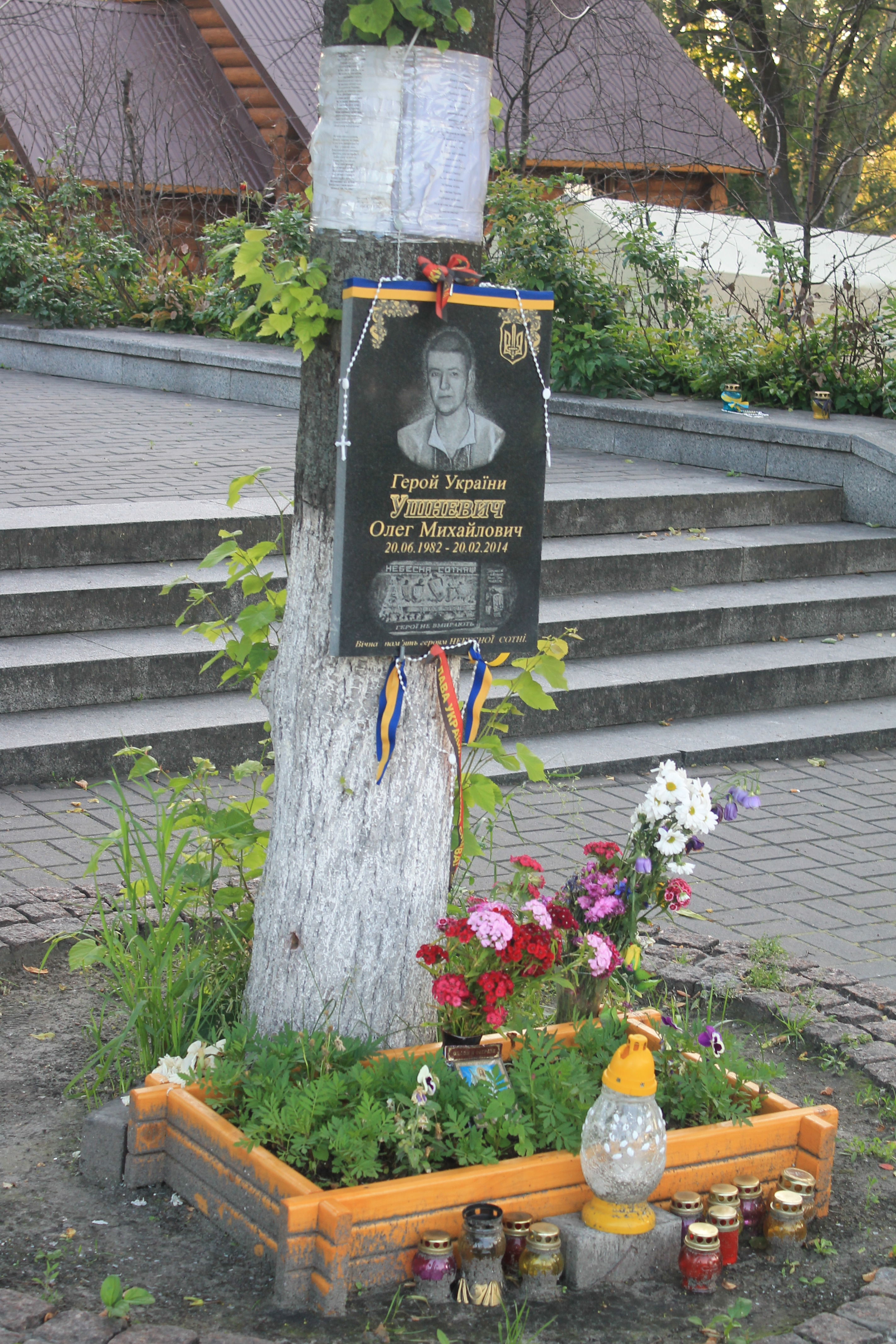
Пам'ятний знак загиблому герою Олегу Ушневичу
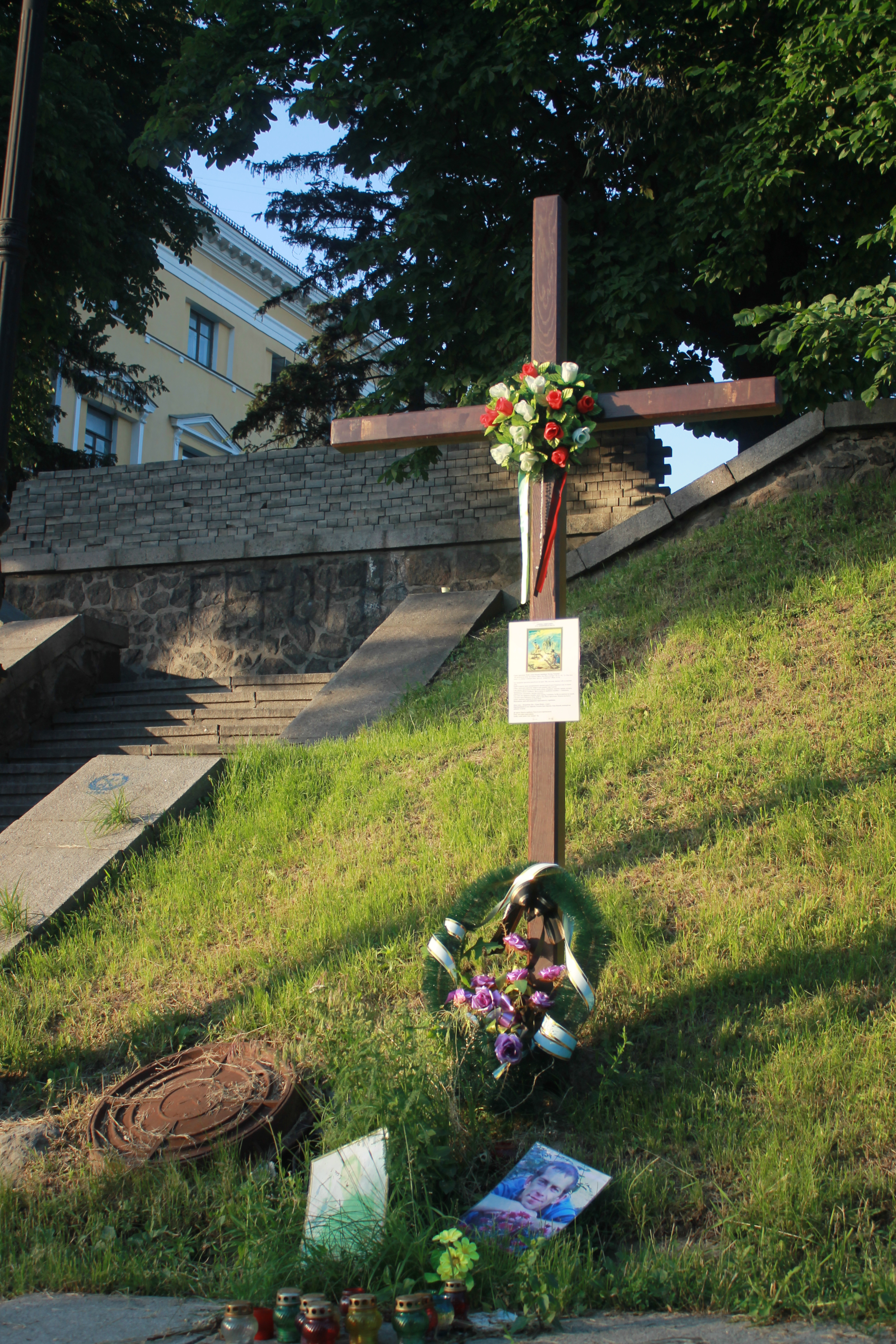
Пам'ятний хрест загиблим героям Євромайдану
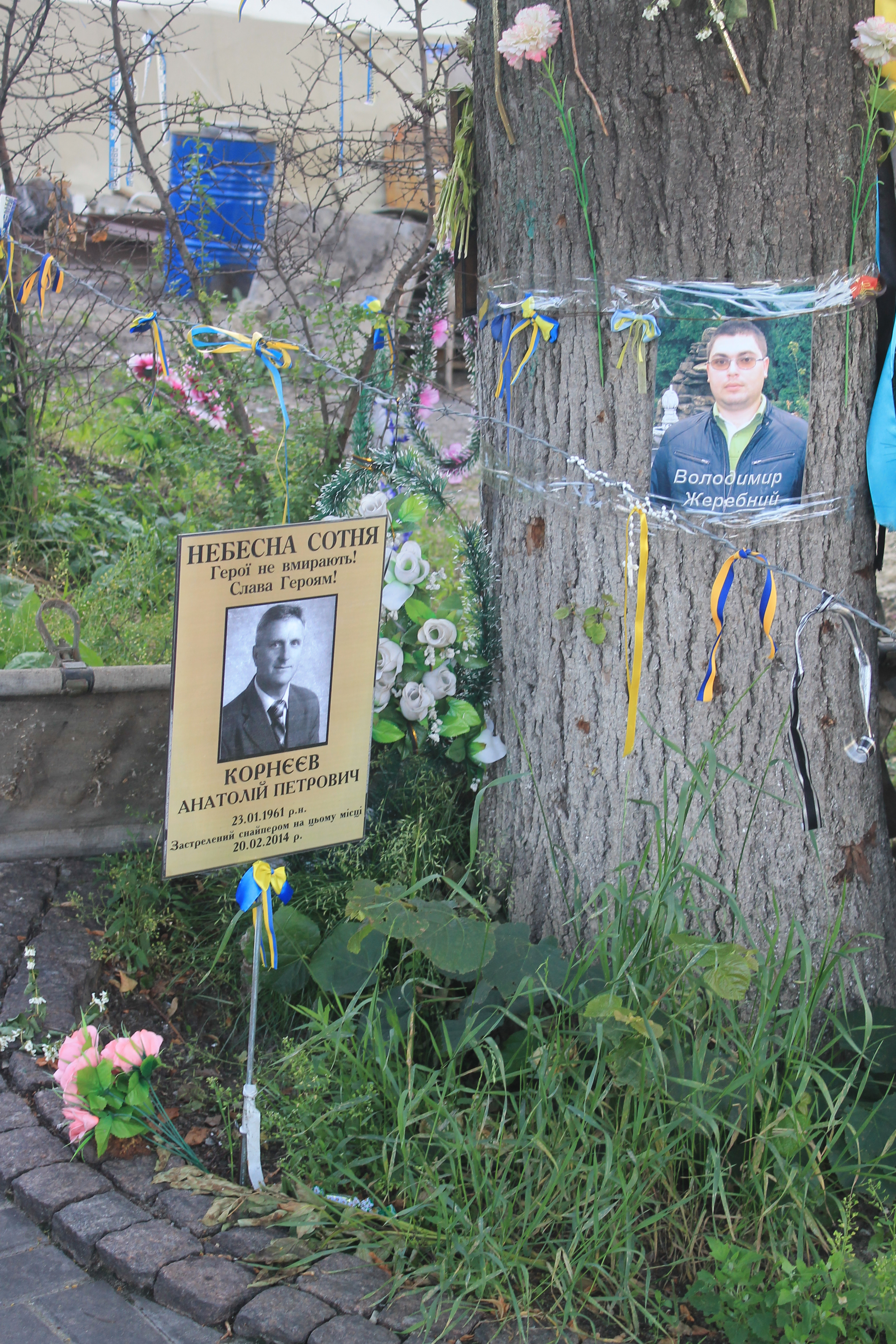
Пам'ятний знак Анатолію Корнєєву, загиблому герою Небесної сотні.
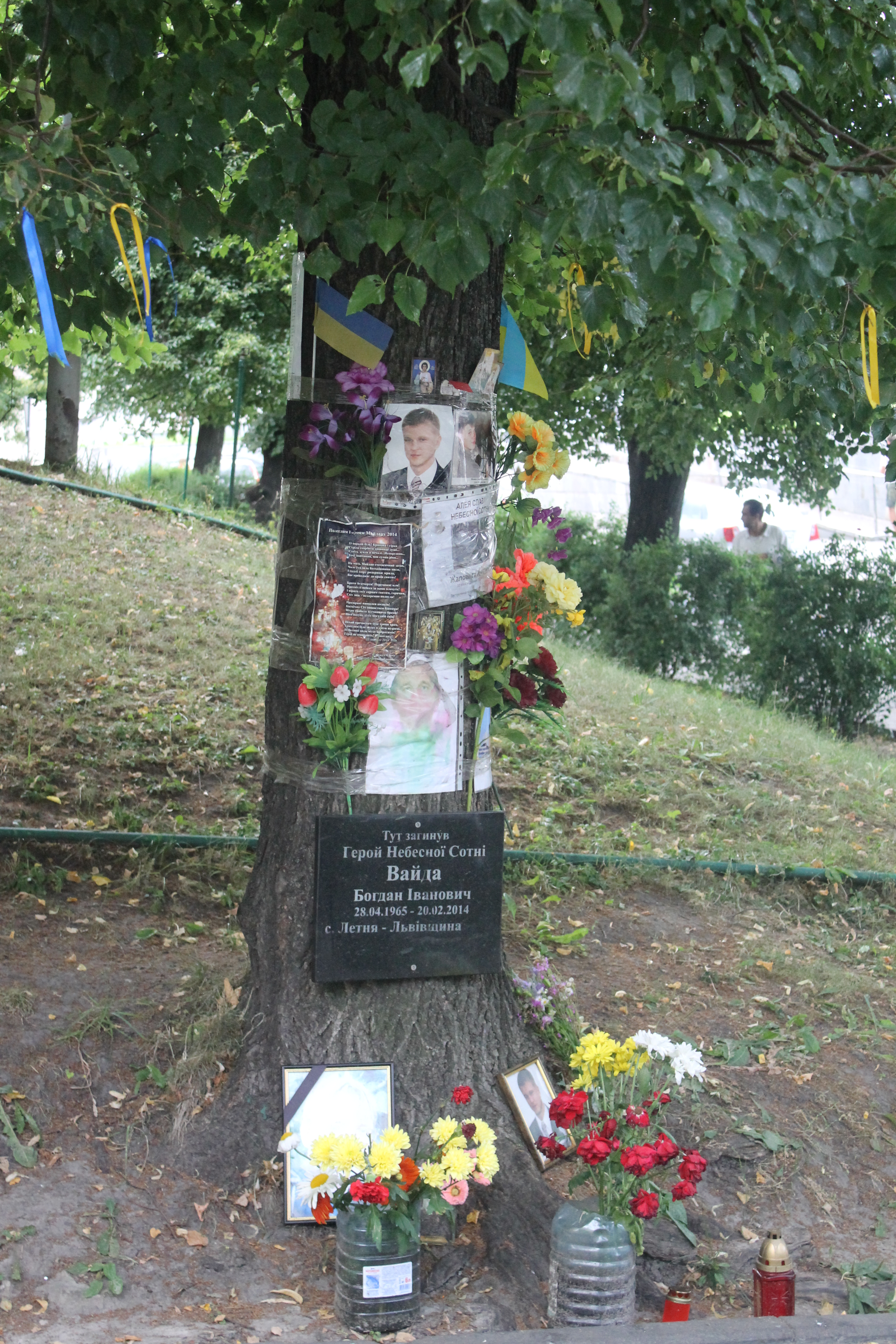
Пам'ятний знак Богданові Вайді, загиблому герою Небесної сотні.
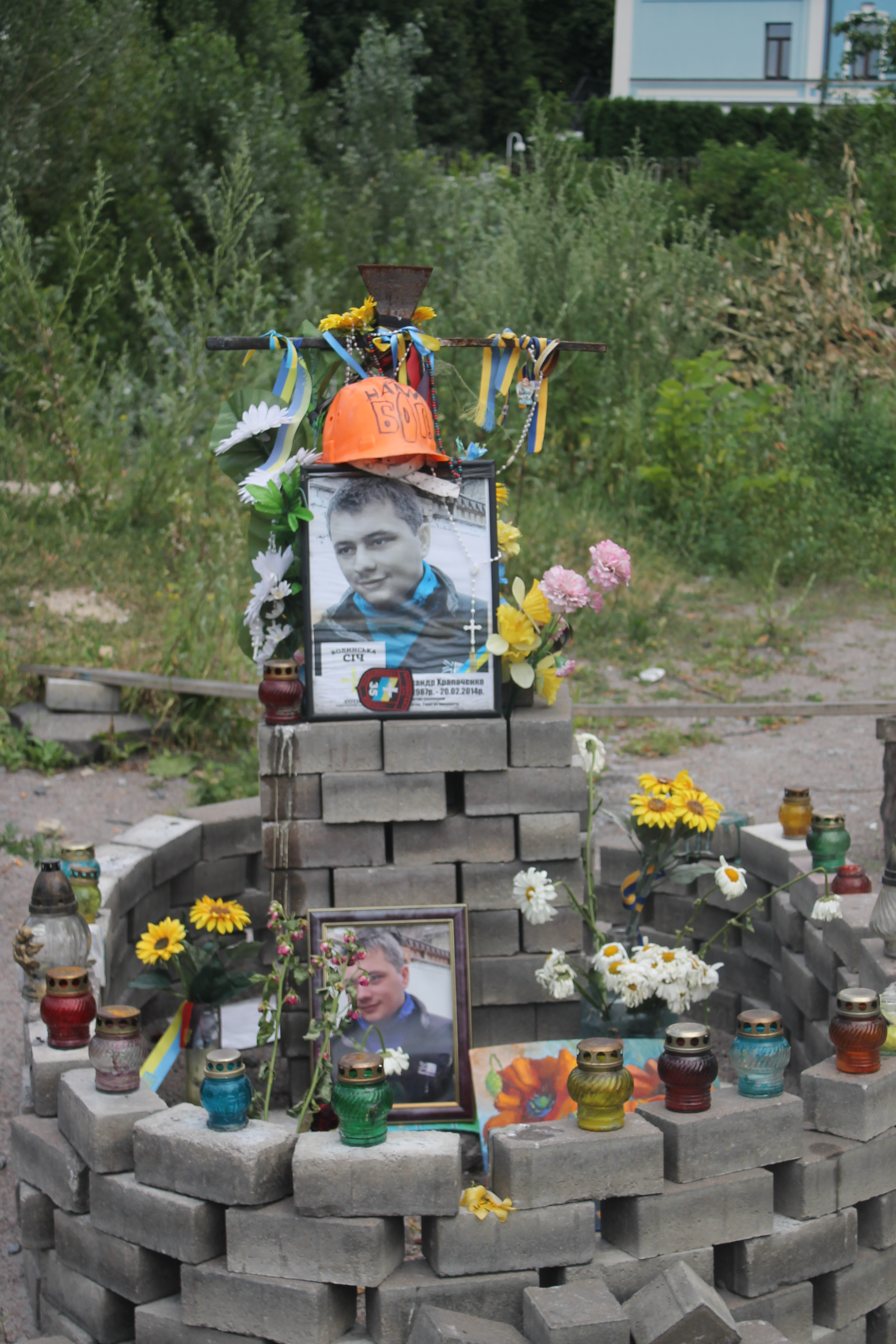
Пам'ятний знак Олександрові Храпаченку, загиблому бійцю Волинської сотні
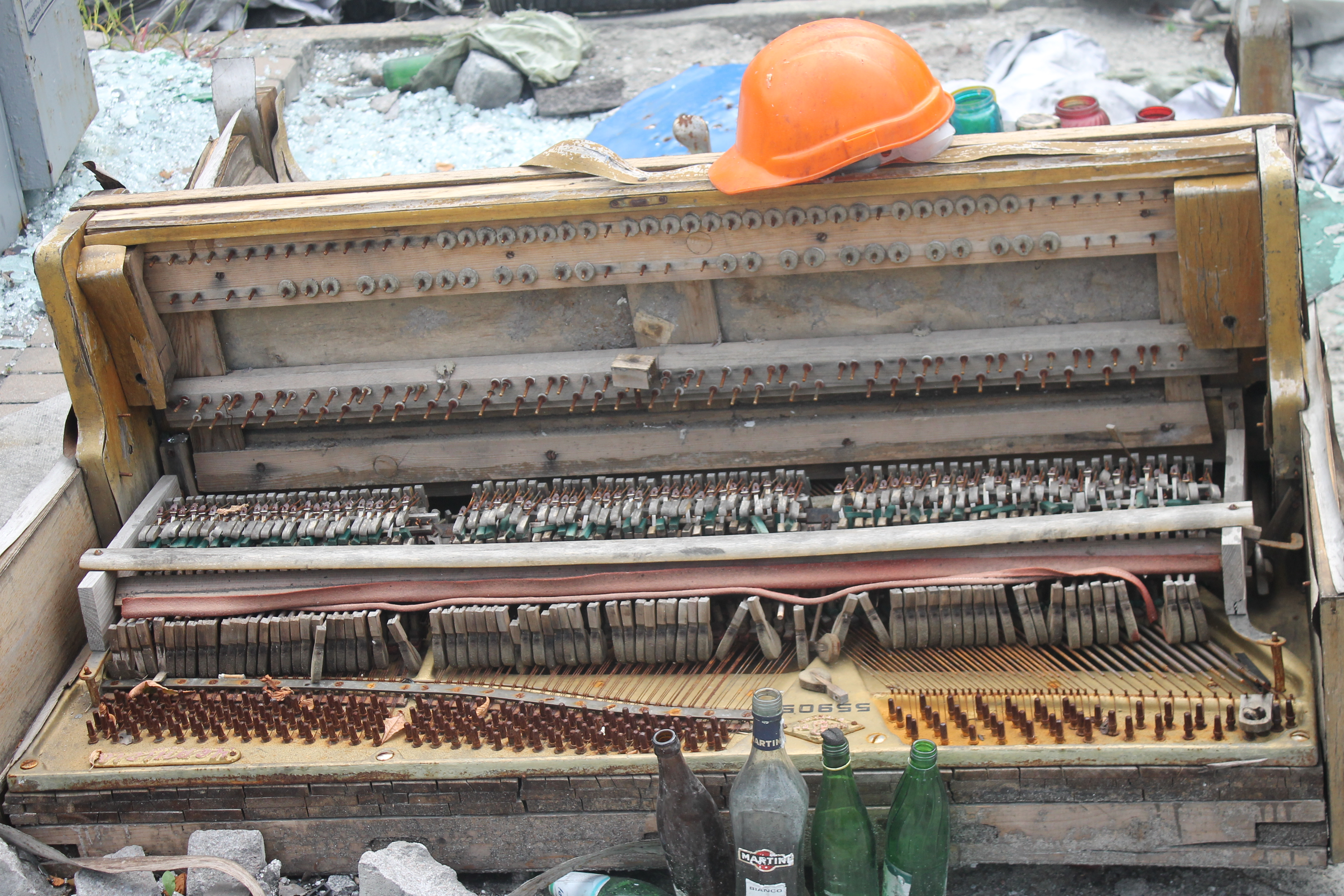
Експозиція пошкодженого в ході боїв піаніно, пляшок для розливу «коктейлю Молотова» і каски бійця самооборони Євромайдану